# Liste des longs métrages lettons proposés à l'Oscar du meilleur film international
Cet article présente la liste des longs métrages lettons proposés à l'Oscar du meilleur film international.

## Films proposés par la Lettonie
| Année (cérémonie) | Titre français                     | Titre original            | Réalisateur                  | Résultat  |        |
| ----------------- | ---------------------------------- | ------------------------- | ---------------------------- | --------- | ------ |
| 1992 (65e)        | Cilvēka bērn (lv)                  | Cilvēka bērn (lv)         | Jānis Streičs                | Non nommé | [ 1 ]  |
| 2008 (81e)        | La Bataille de la Baltique         | Rīgas sargi               | Aigars Grauba                | Non nommé | [ 2 ]  |
| 2010 (83e)        | Amaya (ca)                         | Amaya (ca)                | Māris Martinsons (lv)        | Non nommé | [ 3 ]  |
| 2012 (85e)        | Golfa straume zem ledus kalna (lv) | Гольфстрим под айсбергом  | Jevgēņijs Paškēvičs (lv)     | Non nommé | [ 4 ]  |
| 2013 (86e)        | Mammu, es tevi mīlu                | Mammu, es tevi mīlu       | Jānis Nords (lv)             | Non nommé | [ 5 ]  |
| 2014 (87e)        | Akmeņi manās kabatās (lv)          | Akmeņi manās kabatās (lv) | Signe Baumane (lv)           | Non nommé | [ 6 ]  |
| 2015 (88e)        | Modris                             | Modris                    | Juris Kursietis              | Non nommé | [ 7 ]  |
| 2016 (89e)        | Ausma (lv)                         | Ausma (lv)                | Laila Pakalniņa              | Non nommé | [ 8 ]  |
| 2017 (90e)        | Melānijas hronika (lv)             | Melānijas hronika (lv)    | Viesturs Kairišs (lv)        | Non nommé | [ 9 ]  |
| 2018 (91e)        | Turpinājums (lv)                   | Turpinājums (lv)          | Ivars Seleckis               | Non nommé | [ 10 ] |
| 2019 (92e)        | Tēvs Nakts (lv)                    | Tēvs Nakts (lv)           | Dāvis Sīmanis jaunākais (lv) | Non nommé | [ 11 ] |
| 2020 (93e)        | Tireur d'élite                     | Dvēseļu putenis           | Dzintars Dreibergs (lv)      | Non nommé | [ 12 ] |
| 2021 (94e)        | Bedre (gl)                         | Bedre (gl)                | Dace Pūce                    | Non nommé | [ 13 ] |
| 2022 (95e)        | Janvāris (lv)                      | Janvāris (lv)             | Viesturs Kairišs (lv)        | Non nommé | [ 14 ] |
| 2023 (96e)        | Mana brīvība                       | Mana brīvība              | Ilze Kunga-Melgaile (es)     | Non nommé | [ 15 ] |